# オスマン建築
オスマン建築（Ottoman Architecture）は、14世紀から19世紀までのオスマン帝国の勢力下において見られる建築。サファヴィー朝ペルシャ建築、ムガル朝インド建築とともに、イスラーム近代建築の一角を形成している。
それまでのイスラム建築よりも、論理性や幾何学的秩序を重んじる傾向が認められ、イスラーム世界（ダール・アル・イスラーム）の盟主となったスレイマン1世(Suleyman 1)の時代には、他のイスラム建築にも西ヨーロッパの建築にも見られない独自の空間を形成した。また、末期に至るまで、東ローマ帝国の大聖堂であったアヤソフィアを例外として、他の建築様式からの影響をほとんど受けなかった。 
ヨーロッパ列強国の干渉を受けるようになった18世紀末になると、ヨーロッパ化した貴族階級によってバロック建築、ロココ建築の装飾を取り入れた住居建築が建てられるようになったが、このような混淆様式の住宅形式が現代の住居建築、特にフランク・ロイド・ライトに影響を与えたとする話もある。

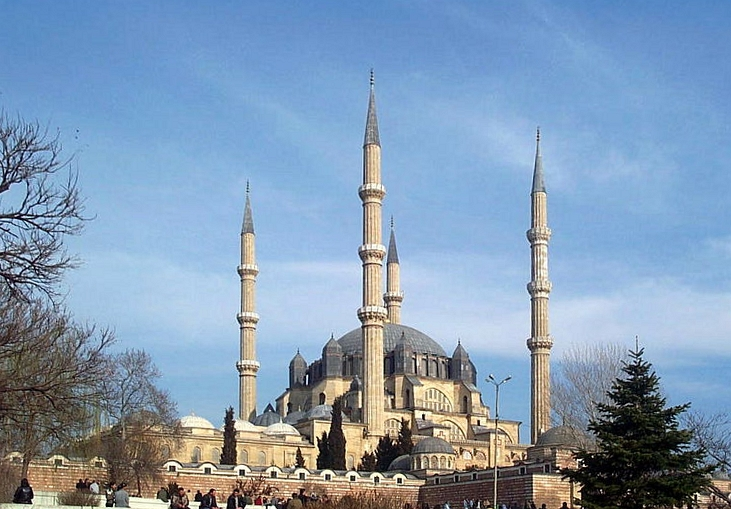
エディルネにあるセリム2世のモスク

## 概説
トルコ建築を大きく前期と後期とに分ける場合、その後半を占めるのがオスマン建築である。イスタンブールとその近郊都市に建設された巨大なモスク（現代トルコ語では、都市の街区や村の中心となる大型のモスクのことを、ペルシア語で「金曜礼拝モスク」を意味するマスジド・イ・ジャーミイに由来する、「ジャーミー（ジャーミイ）」という名詞で呼ぶ。以降モスクをジャーミーと表記する。）が印象的であるが、ジャーミーを中心としたマドラサ（メドレセ）、病院、救済施設を融合した複合施設であるキュッリイェといった建築群、キョシュクの集合体としての宮殿、そして住宅建築もオスマン建築を特徴づける建築物である。
オスマン帝国の建築の起原は、ルーム・セルジューク朝の建築とセルジューク朝のペルシャ建築からデザインを借用したもので、政治的な安定を得るまでは、独自の意匠は開拓されなかった。東ローマ帝国の建築（ビザンティン建築）については、その関係があまり明確ではないものの、少なくとも初期の段階においては、ほとんど影響を受けていない。コンスタンティノポリスを征服して東地中海の覇者となり、壮麗者スレイマン1世のもとオスマン帝国が絶頂期を迎えると、オスマン建築はその意匠だけではなく、優れた社会施設や建築技術を開花させた。その代表的な建築が、16世紀の傑出した建築家ミマール・スィナンによって確立された帝室のジャーミーで、皇帝（トルコ語ではパーディシャーというが、日本では一般にはスルタンと呼ばれる）の名を持つ巨大で壮麗な建築が次々と建設された。スィナンはアヤソフィアの意匠と構造を参考にして、オスマン建築におけるジャーミーの様式を決定付けるなど、アヤソフィアから多大な影響を受けたがアヤ・ソフィアはビザンツ建築の中でも特殊なのものであり他の一般的なビザンティン建築は、模倣の対象としてではなく、想像力をかき立てるものとして利用された。しかし、アヤソフィア以外のビザンティン建築とオスマン建築の関連はかならずしも明確ではなく、実際に、スィナンもその建築においてアヤソフィアの構成を借用しながら、当然ながら他のビザンツ建築にみられる一般的なビザンツ的要素をことごとく排除した。
16世紀以降、オスマン帝国は緩やかに衰退していくが、スィナン没後のオスマン建築もまた衰退し、その意匠は緊張感の欠けるものとなる。やがてジャーミーに代わり、スルタンや有力政治家の住居、邸宅の建築が盛んになり、ボスポラス海峡沿岸には豪華な邸宅建築が並ぶようになった。オスマン帝国末期には、ヨーロッパ列強の影響力を強く受けるようになり、アルメニア正教徒のバルヤン一族によってヨーロッパ風の宮殿建築が建設されるようになった。しかし、意匠的にはバロック建築を参照しているものの、その平面計画はオスマン伝統のものであり、オスマン建築はその独自性を最後まで失うことはなかった。

## 歴史

### 初期のオスマン建築
オスマン帝国の成立時期は明確ではないが、地理的にはルーム・セルジューク朝と東ローマ帝国が国境を接するアナトリア半島西部に成立し信仰戦士、つまりガーズィーの称号を得るほどの軍事組織であったとする説が有力である。オスマン1世からオルハン、ムラト1世に至るまでの間に、オスマン帝国は勢力を拡大し、ルーム・セルジューク朝と東ローマ帝国の勢力範囲を逼迫した。

#### オスマン帝国黎明期の建築
オスマン帝国ではじめて作られはじめた建築は、ルーム・セルジューク朝のイスラーム建築を直接の起原としている。1333年にイズニクに建設されたハジュ・オズベク・ジャーミーは、最古のオスマン建築とされており、ドームを扇形のスクィンチで支えるシングル・ドーム形式を採用している。これは15世紀以降に大規模に用いられるようになるが、その起原はルーム・セルジューク朝の建築に遡るので、ビザンティン建築の影響を受けたものではない。また、交差イーワーン・モスクと呼ばれる交差軸上にイーワーンを持ったジャーミーが確認されているが、これもルーム・セルジューク朝のマドラサにみられる建築手法である。
キュッリイェはムラト1世の治世において、はじめて建設された。1366年からブルサ近郊のチェキルゲで起工されたキュッリイェは、ジャーミー、マドラセ、エスキ・カプルジャ、救貧施設（イマーレット）、クルアーン学校（メクテプ）によって構成されている。これらの施設は宮殿に隣接しているが、どれも丘陵地のあちこちに点在しており、系統立てて建設されているわけではない。
1391年頃にバヤズィト1世がブルサに建設したキュッリイェも、同様にばらばらの配置となっている。しかし、バヤズィト1世のキュッリイェでは全ての施設は積石構造となり、随所に仕上げ材として大理石が用いられた。マドラサについてはこれ以降オスマン帝国で建設されたマドラサの典型となるもので、居住房の全面をドームの連続する回廊（リワーク）が取り巻き、講義室（デルスハーネ）が設置された。また、オスマン帝国初期のスルタンは、イスラーム神秘主義教団と密接な関係にあり、従って初期オスマン建築のキュッリイェには、必ず神秘主義の修行者（ダルヴィーシュ、スーフィー）の宿泊施設が用意されていた。

#### 危機の時代以降の建築
ティムール朝に対する敗戦を契機とした国内の一時的な混乱は建築活動にも多大な影響を与えたが、国内の分裂状態は1410年代までには終息し、メフメト1世によって再び建築活動が息を吹き返すことになった。

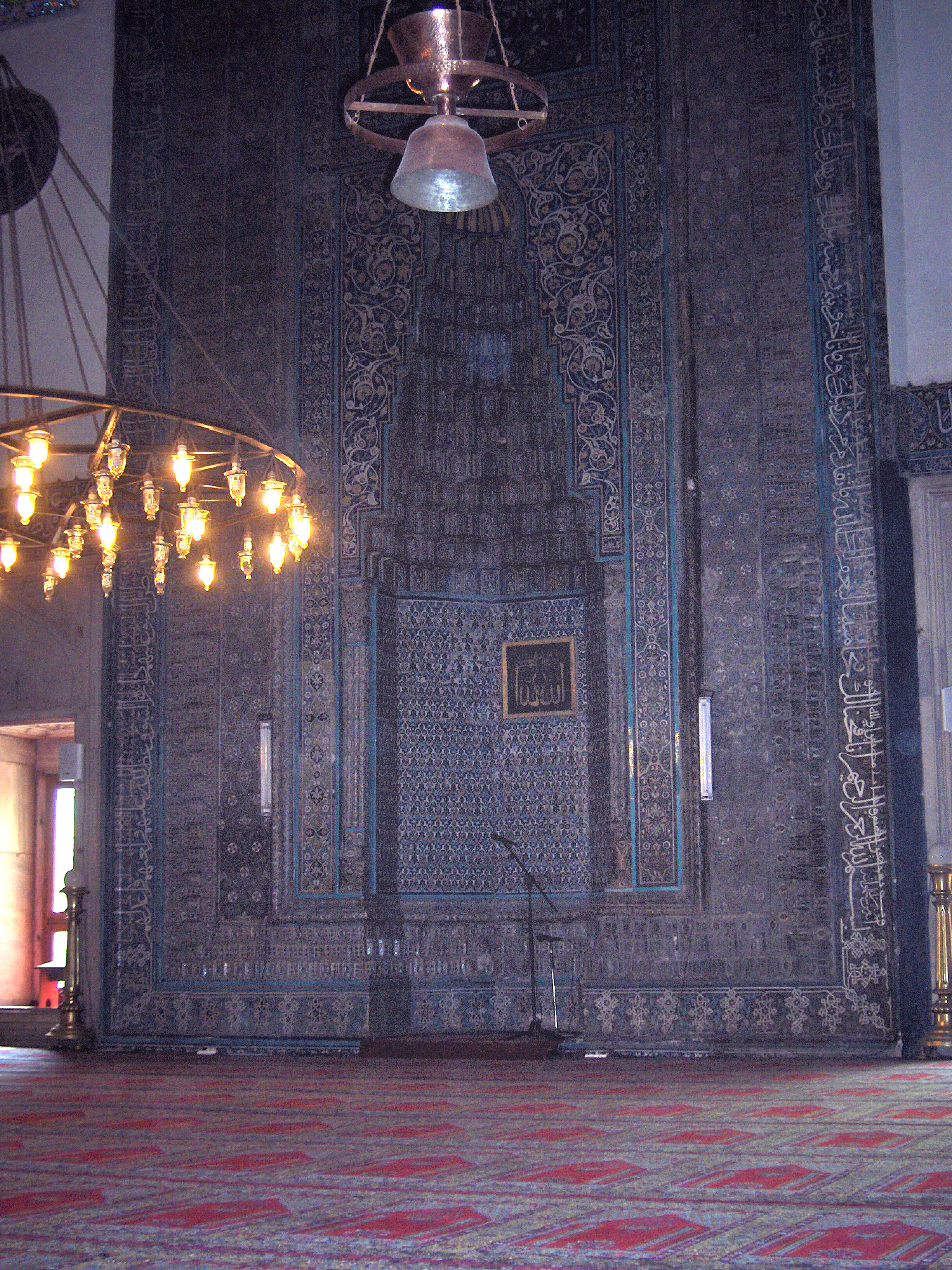
イェシル・ジャーミーのミフラーブ

ブルサのイェシル・ジャーミーは「緑色のモスク」を意味するその名のとおり、見事なタイル装飾を見ることができる。初期オスマン建築の傑作と言われるこのモスク建築複合体は、メフメト1世の命により1412年あるいは1413年から起工され、当時ブルサの知事であったハジュ・イワズによって設計された。建物は1420年頃までには建設されたが、装飾は1424年になって完成している。このモスクの主要な特徴はミフラーブのある礼拝堂室にドームが設けられ、本来中庭となるべき礼拝室の前室にもおなじくドームが架かっていることである。このような空間はルーム・セルジューク朝ではまったく見られない。タイル装飾はそれまでの伝統的な装飾であるが、イェシル・ジャーミーのミフラーブにみられるタイル装飾は、壮麗さの点ではルーム・セルジューク朝で作成されたものを超越しており、施工上ある程度の未熟さは認められるものの、大理石とタイルの均整がとれた調和した比類なき空間を構成している。
オスマン建築の最盛期には、巨大な帝室モスクが建設されるようになるが、その最初となるのはバヤズィト1世がニコポリスの戦いでの勝利を記念して建設したブルサのウル・ジャーミーである。これはルーム・セルジューク朝から続く伝統的な会衆モスクである。しかし、ムラト2世以後の会衆モスクは非常に巨大なものとなり、その内部空間はバヤズィト1世の伝統的な会衆モスクとは基本的に異質なものとなっていった。
ムラト2世が1438年に建設を命じたエディルネのユチュ・シェレフェリ・ジャーミーは、礼拝空間を巨大な単一ドームで覆った最初のモスクである。礼拝堂は、アーチが形作る六角形の上にドームを載せた構造で、当時としては大変巨大なものであった。それまでの巨大礼拝堂は連続したアーチ構造によって形成されていたので、空間内にはいくつかの柱が立ち上がっていたが、ユチュ・シェレフリ・ジャーミーでは柱のない広大な空間への探求が見られる。このモスクの名前の由来（ユチュ・シェレフェリとは「3つのバルコニーをもつ」という意味）となっているミナーレも巨大で、その後1世紀の間、これを超える高さのものは建設されなかった。

### 盛期オスマン建築

#### コンスタンティノポリスの再建とキュッリイェの整備

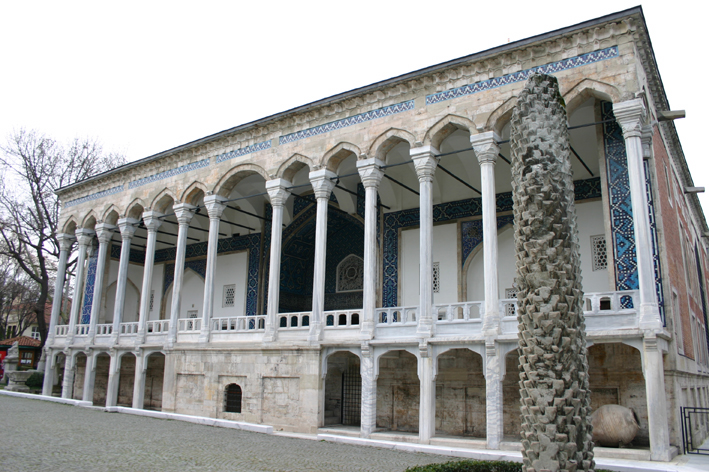
チニリ・キョシュク

1453年、コンスタンティノポリスを陥落させた征服王メフメト2世は、ほとんど廃墟となったこの都市に首都を移転させた。
1465年までにはイェニ・サライ（現在のトプカプ宮殿博物館）が建設されたが、この宮殿は後に多くの増改築がなされたので、現在は新築当時の姿をほとんど停めてはいない。そのなかでチニリ・キョシュク（現在は装飾タイル博物館）は、メフメト2世時代の建物ではほぼ完全な形で残る唯一の建物である。正面の列柱は18世紀に再建されているが、当初は木造で作られたペルシャ風のものであった。平面プランについてもペルシャ風で、十字型交差廊の四辺に各部屋が配置され、交差廊上部にはドームが設置され、かつては緑色のタイルで装飾されていた。

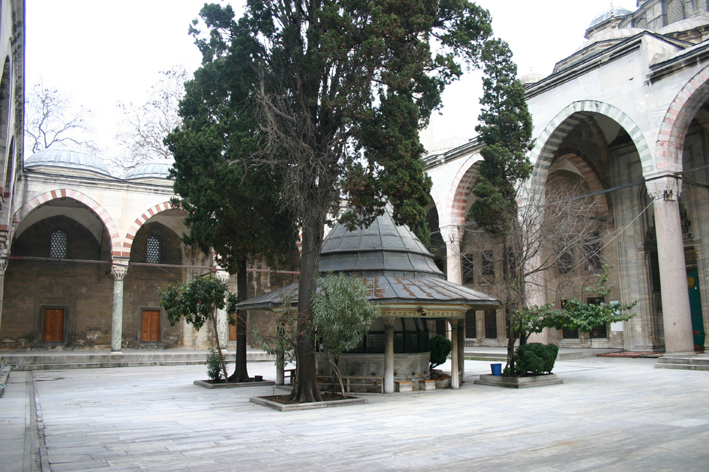
ファーティフ・ジャーミイの前庭

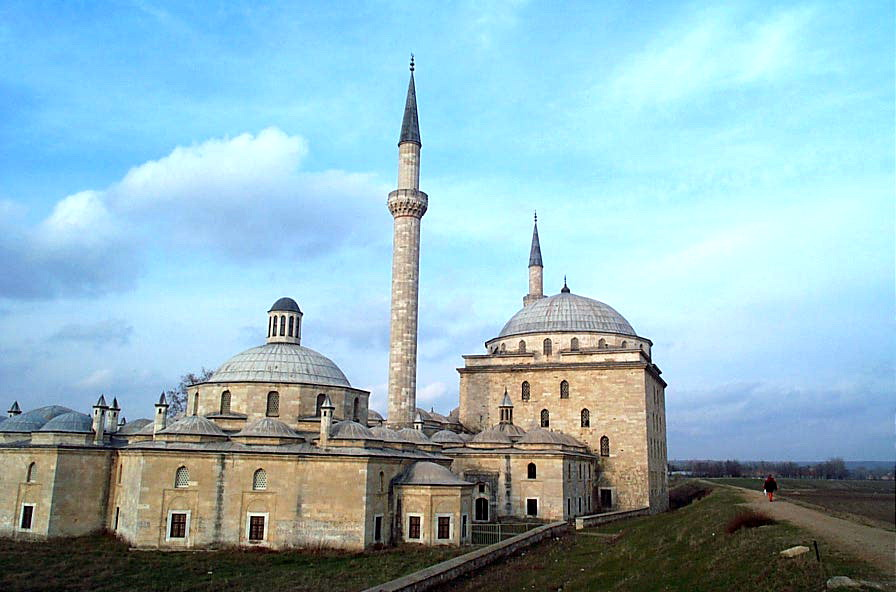
バヤズィト2世のキュッリイェ

メフメト2世の建立したジャーミーは、ファーティフ（征服者）・ジャーミーとそのキュッリイェである。
ファーティフ・ジャーミーは1470年に、新首都となって間もないイスタンブールに建てられた。設計者の名はミマール・スィナンとされている。このモスクはハギア・ソフィア聖堂の影響を直接受けて建てられた初めてのモスクといえる。アティク・シナンはこのファーティフ・ジャーミーの規模をハギア・ソフィア聖堂よりも大きくすることに失敗したため、メフメト2世の怒りを買い、処刑されたとも両手切断の刑に処せられたとも伝えられるが、これも確かなことは不明である。ファーティフ・ジャーミーは1766年の地震で倒壊してし（倒壊の原因は、大ドームの手前側の補強の欠如だったと思われる）、もともとの基礎の上に当初とは著しく異なる姿で再建されたため、今日、創建された当時の姿はないが、モスクの当初の姿は、マトラーキーの挿絵やロリックが1559年に描いた彫版画のなかにみることができる。研究によれば、そのドームは直径26メートルの大ドームで、それまでのいかなる試みをも超えるものであり、それを頂く正方形のプランで、幾何学性を重んじた造りになっていた。また、キブラ側に大ドームと同径の半ドームを備え、左右の側廊部は大ドーム直径の半分の径をもつ小ドーム3基を備え、それらで当時のモスク礼拝堂を覆っていた。このモスクの礼拝室の設計で注目される、半ドームの使用・また、大・小ドームの秩序立った配置に対応した平面計画は、以後のオスマン帝国のモスク建築の出発点となった。狂いなく左右対称で広大な外庭には、多ドームで覆われたマドラサやデルヴィシュたちの宿舎や、慈善的な施設といった施設が配されており、そのスケールは帝国的である。
これはキュッリイェにも浸透しており、各施設が理路整然としかも対称的に配置されている様は、初期の段階のキュッリイェが無秩序に配置されていたのとは対照的である。キュッリイェとは、モスクを中心として多数の公共施設を一括して計画した、いわば複合都市施設ともいうべき構造のことを言う。この種の複合施設の発想そのものは中世イスラム世界において珍しいものではないが、ファーティフ・キュッリイェはオスマン朝下に建てられた最初のキュッリイェである。ここに見られる厳格な幾何学性は、オスマン帝国が当時アナトリアおよびバルカン半島にもたらしつつあった秩序と統一とを象徴するものであった。ひとつのプロジェクトにおいてこれほどまでの統制がなされたのは、オスマン帝国においてはこれが初めてである。ここでの秩序が単なる独裁的な支配を超えたものであるということは、メフメトの建造物が、王立モスクかつ葬祭の場であるとともに、ひとつの大学であったことから明らかである。前述の通り、モスク自体は後に再建されたのだが、前庭の周囲は地震による影響を受けなかったので、広々として落ち着いた空間と各施設に至る古風な柱に支えられた幅広い連続したアーチを見ることができる。礼拝ホールのポルティコとリワークには、ある種の区別がなされているが、その構成はユチュ・シェレフェリ（上段参照）のものよりうまく融合したものになっている。当初の礼拝ホールの入口は、再建された新しい建築物の中に取り込まれている。そこでは、曲線が途中で途切れている上心アーチがひとつ使われ、その外側を、長方形の枠が縁取っている。このキュッリイェは、現在も多くの信者を集め、市民の宗教・日常生活の中心となっている。
神秘主義教団と関わりの深かったバヤズィト2世は、教団の本拠地であるエディルネにジャーミーとキュッリイェを建設した。バヤズィト2世のジャーミーは、外観は明らかにアヤソフィアの模倣であるが、内部の礼拝空間はペンデンティヴ・ドームによる単一ドーム形式で、アヤソフィアとはまったく異なっており、このような形式は後の会衆モスクの原型となった。キュッリイェには、チリニ・キョシュクに似たタブハーネや、精神疾患の治療に充てられた病院ダール・シッファー、マドラサが建設され、ファーティフ・ジャーミーほど幾何学的形式で配置されているわけでないが、秩序立てて配置されている。

#### 壮麗王の時代と建築家スィナン
ミマール・スィナンは、スレイマン1世による帝国最盛期のオスマン建築を代表する建築家である。彼は非イスラム教徒の家庭（ギリシア系と言われる）に生まれたとされるが、デウシルメ制度によって徴集されてイスラームに改宗し、イェニチェリ（常備歩兵軍）の工兵隊に入隊した。やがて建設の才能が認められて近衛騎兵隊に取り立てられ、1538年に帝室造営局長に任命されて、以後宮廷建築家として才能を発揮した。彼は、ほぼ同時代に生きたミケランジェロ・ブオナローティと比肩しうるほど非凡な才能を持った革命的建築家であった。それまでのオスマン建築が様々な形態を寄せ集め、結果的に曖昧な空間になっているのに対し、スィナンはそれを論理的に組み立て直し、全体を調和したものに変えてしまった。オスマン建築は、彼によって完成の域に達したのである。
スィナンのはじめての大きな仕事はシェフザーデ・ジャーミーの設計であった。このモスクはエディルネのバヤズィト2世のモスクのプランを下敷きにしているが、四方に半ドームが付け加えられた集中的な性格が強いもので、絶妙のバランス感覚の上に建設されている。スィナン自身はこれを習作とするが、そのプロポーションは完成度がかなり高い。

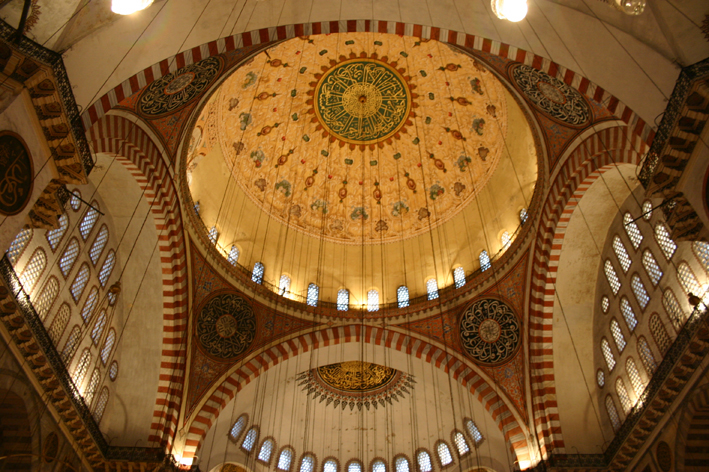
スレイマニィエ・ジャーミー内部

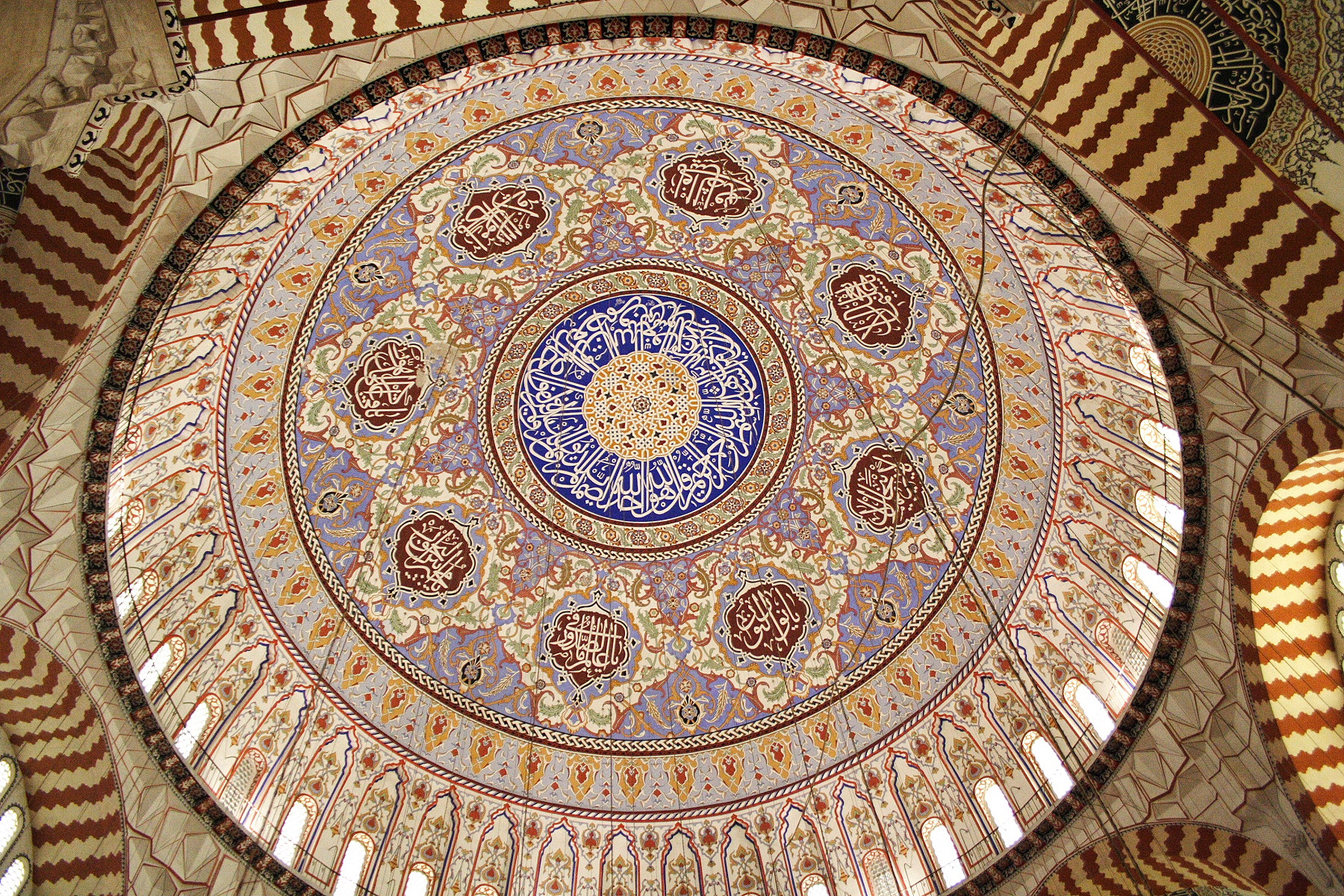
セリミィエ・ジャーミー内部

1550年に、スィナンは代表作となるスレイマニィエのキュッリイェの建設工事の命を受けた。イスタンブールの7つの丘のうち、斜面から金角湾を望むうちのひとつが敷地として選ばれ、中心となるモスクには高い記念性を要求されることになった。スィナンはシェフザーデ・ジャーミーを元にしたプランを計画したが、半ドームを四方ではなく前後の2辺に設置することによってアヤソフィアに近い構成にしている。しかし、アヤソフィアがギャラリーを持つことによって一定の方向性を持っているのに対し、スレイマニィエ・ジャーミーではギャラリーを廃して広々とした空間を演出している。また、内部空間の完成度の高さの割に、アヤソフィアの外部は比較的無頓着であるが、スレイマニィエでは内部の空間を形成するボリュームが外部立面で上手く調和し、完結している。
スィナンは生涯において多くの建築を設計したが、その最晩年の建築となるのが、エディルネのセリミィエのキュッリイェである。彼自身が最高傑作と称するモスクは、ドームの直径が31.28mに達する巨大なもので、平面はほとんど点対称である。構造的にも素晴らしく、ドームは8本の円柱とそれらに渡されたアーチによって支えられ、これをフライング・バットレスが支えることによって広大な内部空間を形成する。開口部もふんだんに穿たれており、内部は非常に明るい。キュッリイェの他の施設は、モスクに付随する2つの建築物に収められており、全体のプランは完全な対称性を保っていた。

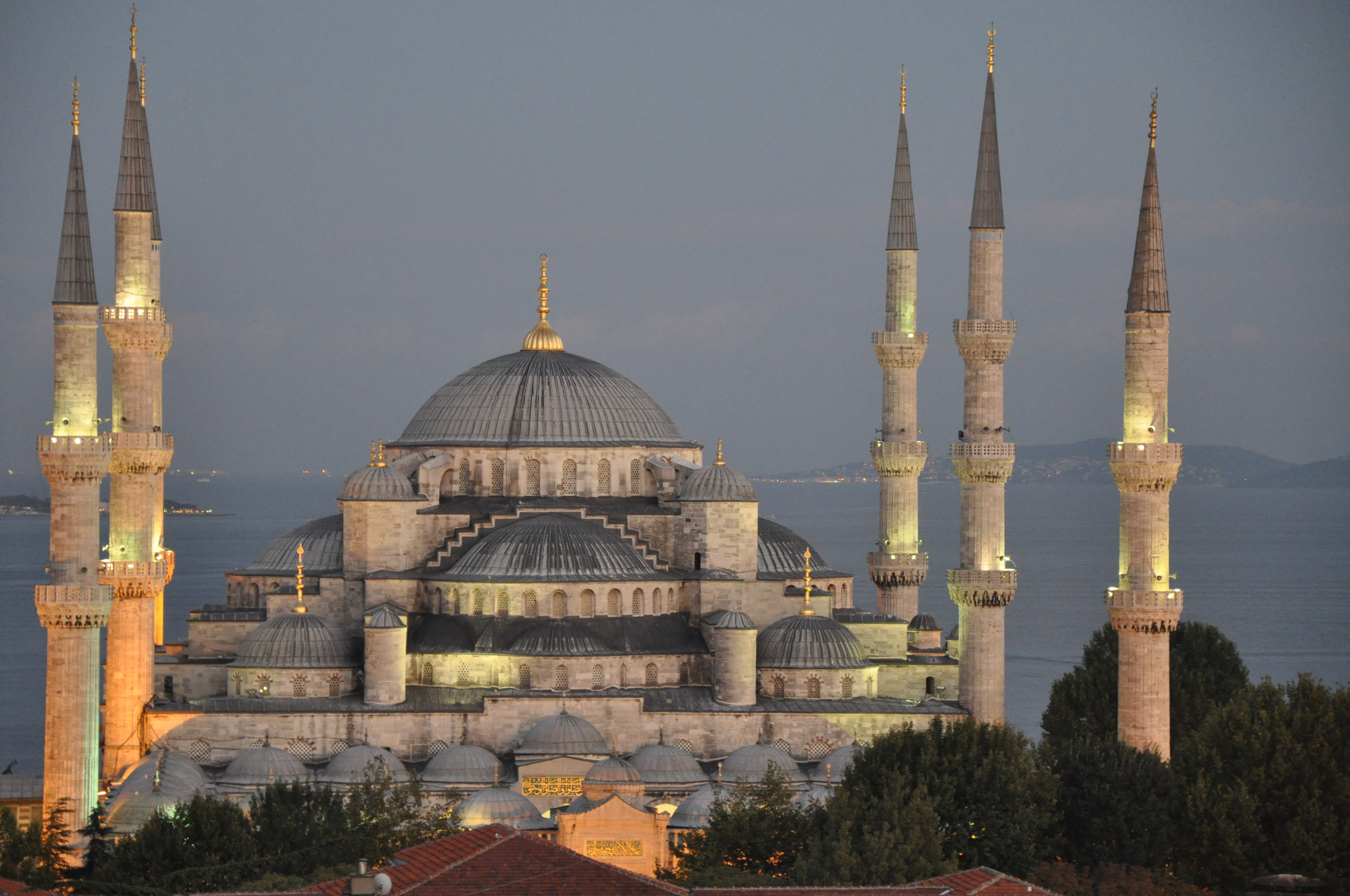
スルタンアフメト・ジャーミー

スィナン没後、帝室モスクはそのデザインの源泉をスィナンのあらゆる建築の中に求めたが、決して彼の想像を超える建築物は造られなかった。イェニ・ジャーミーはスィナンの後継者であるダウト・アーによって設計されたが、彼は1599年に処刑されてしまい、1633年に完成したこのモスクは、スィナンのものと比べるとその構成はかなり見劣りするものとなった。
スィナン以後のモスクで最も有名なものはスルタンアフメト・ジャーミーで、国際的にはブルーモスクの通称で知られる。これは1609年にメフメト・アーによって設計されたもので、彼はイスラム教徒ではなく、西ヨーロッパ生まれでのキリスト教徒であった。ブルー・モスクは今日、イスタンブールの観光名所として名高い。内部空間には広がりがあり、ステンドグラスによる淡い光とイズニック・タイルの装飾は非常に美しい。

### オスマン帝国後期の建築
18世紀以降、オスマン帝国では巨大公共建築はほとんど建設されていない。しかし、住宅は継続的に建設されており、以後のオスマン建築は宮殿・住宅建築が主要な要素となる。

#### トプカプ宮殿の邸宅と地方総督の宮殿
メフメト2世によって建設されたトプカプ宮殿は、18世紀以後も増築と改築が繰り返されており、初期の建物はほとんど残っていない。オスマン最盛期に建設されたものとしては、1578年にスィナンによって再建されたハレム、1585年にダウト・アーによって建設されたアルズ・オダ（謁見の間）などがある。貴族階級の様々な要求を満足するかたちで、オスマン後期になってもキョシュクは建設されつづけた。

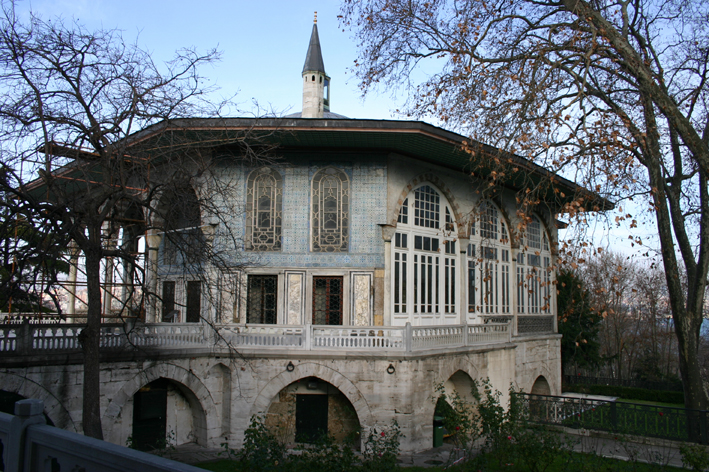
バーダット・キョシュク

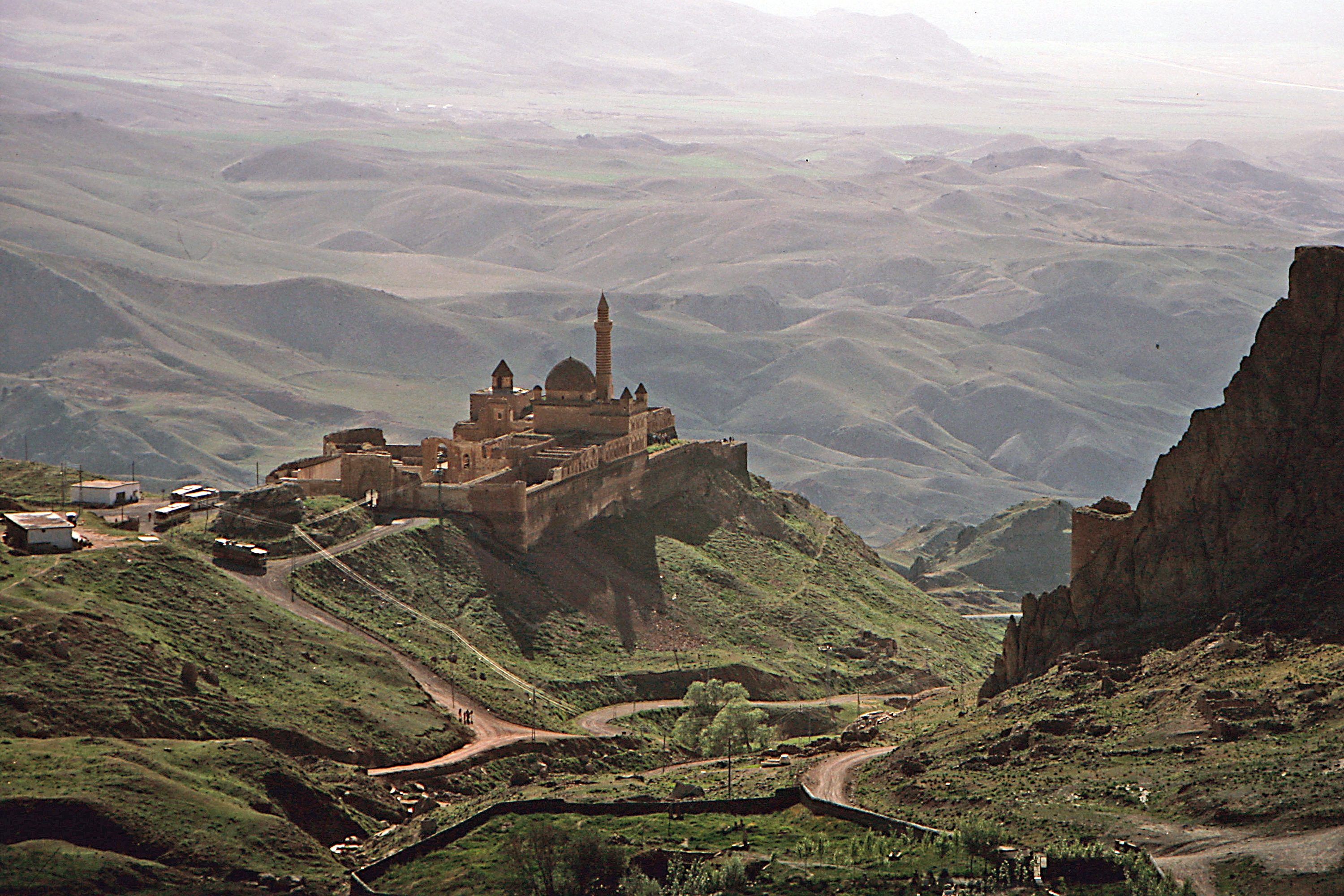
イスハク・パシャの宮殿

後期に建設されたもので最も有名なものは、1623年にバグダード再征服を祝ってムラト4世の命により建設されたバーダッド・キョシュクである。これは、当時の宮廷建築家ハサン・アーによって設計された。元来は王座の間として建設されたと推測され、十字平面の上に載るペンデンティヴ・ドームは黄金のアラベスク模様のタイルで飾られた豪華なものでｊふあるが、タイルの質には、すでに芸術的衰退の兆しがあることが指摘される。このほか、カラ・ムスタファ・パシャのキョシュクなどは18世紀に再建されたものである。
トプカプ宮殿やボスポラス海峡沿岸にたてられたキョシュクは、オスマン帝国の住居建築の理念を体現していると言える。19世紀にいたるまで、材質や装飾、調度品の豪華さの程度はあるものの、平面的には皇帝や貴族と庶民の間には基本的な差異はなかった。宮殿の内部空間の大きさは人間的な尺度で作られ、決して壮大なものではなく、また、特定された目的のための部屋、という意識はほとんどなかった。住宅には居住空間としての柔軟性が求められていたのである。
オスマン帝国の総督たちは地方において王の様に振る舞い、彼らによって、帝国の勢力下にはすばらしい宮殿建築が残されている。アララト山の麓、ドウバヤズィト近郊に1784年頃に完成した、イスハク・パシャ宮殿は、オスマン帝国から半ば独立した状態にあったクルド人の知事イスハク・パシャによって築かれた宮殿であった。20世紀に軍の駐屯地としても使われたこの建築複合体は、防御の容易な山の頂きに建つ。全体的にはオスマン建築よりも、ルーム・セルジューク朝の建築様式の影響が強いが、ヴァン湖にあるアクダマル島のスルブ・ハツ聖堂のような浮き彫りを想起させる装飾も用いられている。また、中庭に向いた円柱に載る3連アーチの柱廊部分には、北シリアの建築の影響を認めることもできる。
ハマーのアズム宮殿は、北シリアの名望家アズム家のアスアド・パシャ（アサド・パシャ）によって、1742年に建設された宮殿であったが、1982年にシリア軍によるムスリム同胞団掃討戦によってほとんど破壊されてしまった。宮殿は逆丁字形をした謁見の間を中心として構成され、装飾はたいへん豪華で、ムカルナスに覆われた4つの大アーチに載るドームを頂く。建築の構成はマムルーク朝の建物の影響を認めることができる。同じくアスアドによって、1749年に建てられたダマスカスのアズム宮殿は、中央には広大な中庭を持つ形式で、これを柱廊のある大広間と部屋が取り囲む。多彩色の石材と木材を使った装飾のスタイルは、ハマーと同様に、非常に精巧である。トプカプ宮殿と同様、部屋は小さく質素で、さらに外部に対して宮殿であることの誇示はない。
ベイト・エッディーン宮殿は、アミール・バシール2世によってベイルート近郊の山中に、1810年に建てられた。2層2重の柱廊を持つ美しい中庭を囲む形式で、アーケードは八角形の小柱によって支えられている。中央に泉を配置し、ファサードに壁嵌を穿つ方式は、サファヴィー朝ペルシア建築の謁見室に類似しており、地方様式の影響が、オスマン建築の性質を抑えている。

#### 帝国末期の建築とバルヤン家

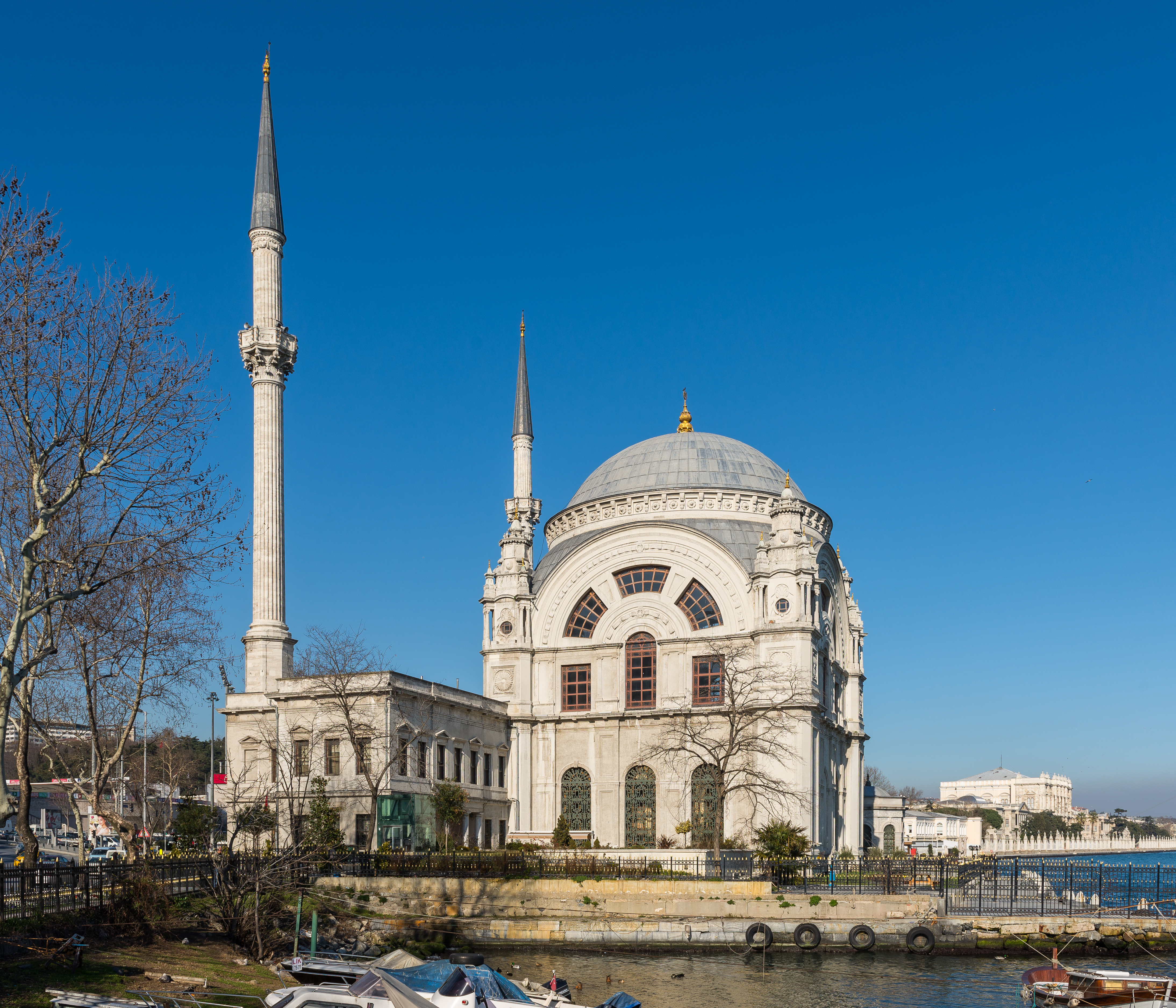
ドルマバフチェ・ジャーミイ

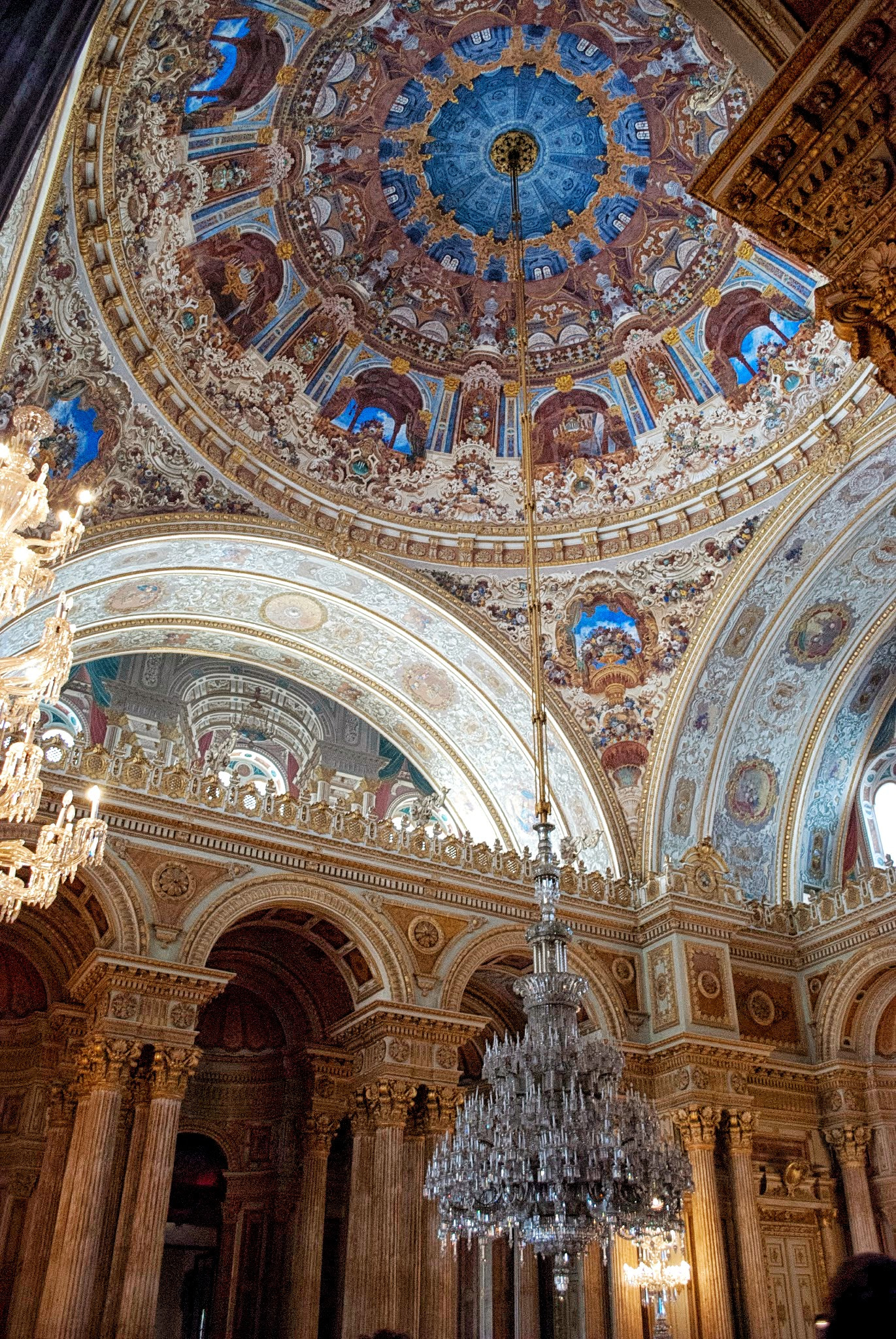
ドルマバフチェ宮殿の大ホール

19世紀になると、ヨーロッパ諸国の莫大な借款によってオスマン帝国は猛烈な公共事業を押し進める。最終的には成功しなかったが、タンジマートによって国家機構を西欧化しようとしたのである。建築においてもヨーロッパ宮廷の建築様式が積極的に取り入れられるようになった。このため19世紀のオスマン建築は、オスマン・アンピール様式と呼ばれる絢爛豪華な西欧風ものとなったが、平面構成は旧来の伝統に則したままであった。
この時代のオスマン建築の担い手はアルメニア人のバルヤン家の人々で、この一族によって100棟以上の建築が設計された。
ヌスレティエ・ジャーミーは、1826年にマフムト2世がイェニチェリの解体に成功した記念として名付けられた宮廷礼拝堂で、クリコル・バルヤンが設計したものである。スルタンはトプカプ宮殿から海を渡って訪れるため、モスクの背後に控えの間がとられ、それまでのモスクのように前庭を必要とせず、代わりに2つの泉亭をもつテラスが設けられた。いささか過剰とも思われる装飾は、オスマン・アンピール様式と呼ぶにふさわしい。
1842年、アブデュルメジト1世によって、トプカプ宮殿に代わる新たな宮殿の建設が始まった。敷地には宮廷庭園のあるドルマバフチェが選ばれ、ガラベット・バルヤン、ニコオス・バルヤンが建設に携わった。1855年に完成したドルマバフチェ宮殿は、バロック建築の手法を取り入れたもので、中央に大広間が設けられ、海から向かって左側が公的空間であるセラムルク、右側を私的空間であるハレムに割り当てた構成となっている。建物へのアプローチはボスポラス海峡から船で行われ、外国特使は最初に大広間正面の波止場に降り立った。外部のバロック的意匠とは対照的に、平面はオスマン帝国の伝統的な住宅のものである。また、豪華な大理石張りの浴室や「クリスタルの階段」なども、オスマン特有の装飾趣味であると言える。ボスポラス海峡沿いにはユルドゥズ宮殿、ベイレルベイ宮殿が建設されたが、いずれもドルマバフチェ宮殿にならったものである。

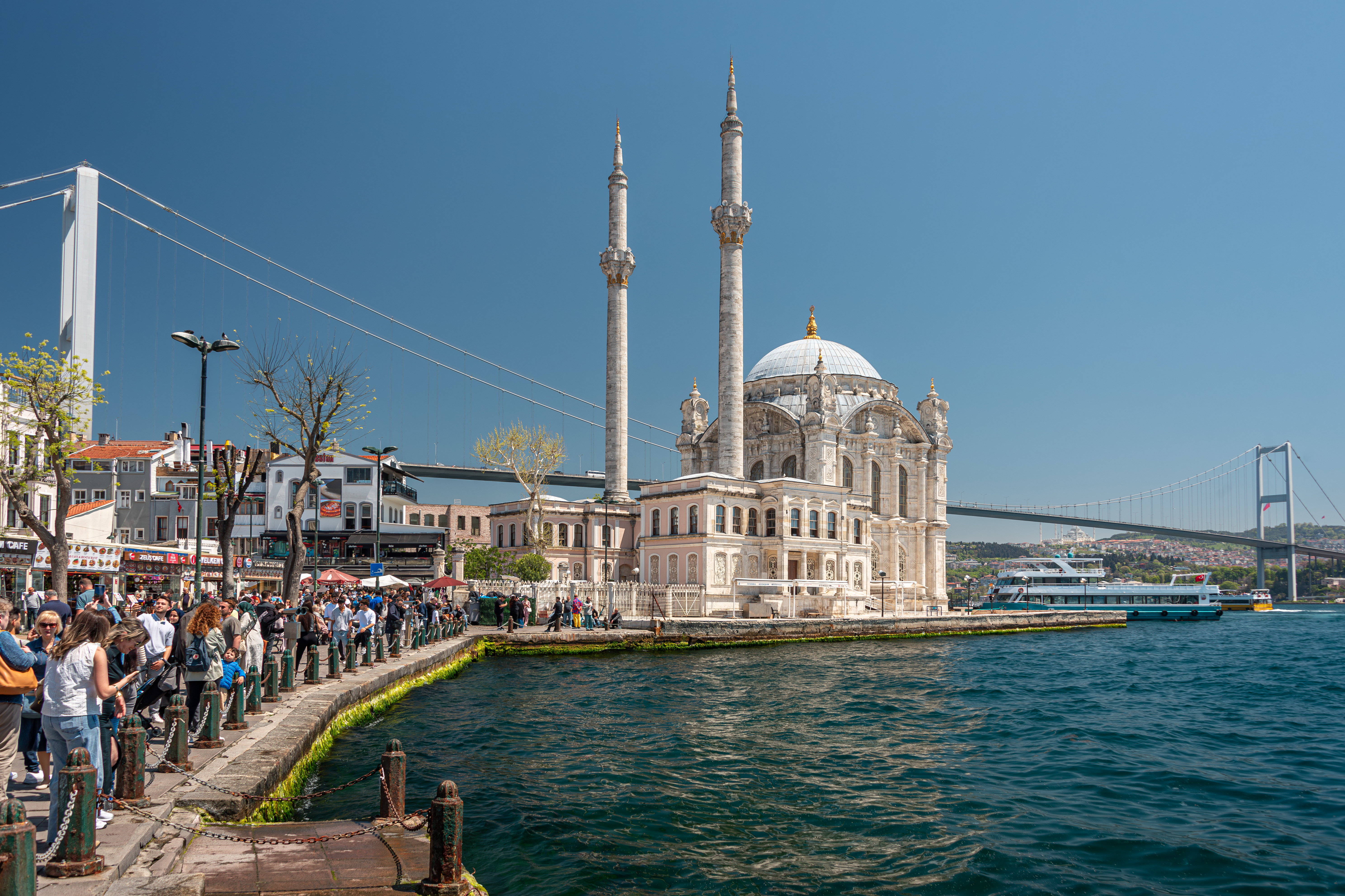
オルタキョイ・ジャーミイ

宮廷礼拝堂となるドルマバフチェ・ジャーミーは、ニコオス・バルヤンの手によって1854年に完成したものである。ヌスレティエ・ジャーミーとほぼ同じ構成でありながら、外部装飾は抑制され、より洗練された印象を受ける。彼はこのほかにも、オルタキョイ・ジャーミーを設計しており、同様に洗練したデザインを見ることができる。

## 特徴
オスマン建築の最も特徴的な建築物は大ドームを頂くジャーミーである。イスタンブールにおいて、オスマン時代のこれらのモスクと都市中心に位置するアヤソフィアを見比べ、そこにビザンティン建築の影響が認められると思われがちであるが、それはあくまでアヤ・ソフィアの影響であり、他のビザンティン建築とオスマン建築との間に認められる形態上の共通点（特に内部空間）は少なく、オスマン建築の発展過程においてビザンティン建築が果たした役割についてはあまり明確でない。
他のイスラム建築からの影響をも取り入れなかったオスマン建築は、16世紀から17世紀にかけて最盛期を迎え、やがて衰退するが、末期においてすらヨーロッパ建築の影響は装飾的部分に限られており、平面計画はオスマン建築の伝統的な形態に従っていた。

### オスマン帝国の都市
メフメト2世が、1453年にコンスタンティノポリスを陥落させて市街に入城した時、30万から40万人の人口を擁し、「世界の富の3分の2が集まるところ」とされたこの都市は、ほとんど廃墟と化していた。メフメト2世はすぐさまコンスタンティノポリスの再建を指示し、アナトリア半島の各地からトルコ人のみならず、エジプト人、シリア人、ペルシャ人のほか、ユダヤ人、アルメニア人、ギリシャ人などの非イスラーム教徒をも移住させた。征服時に数千人にまで減少した都市の人口は、1480年頃には7万人に回復し、スレイマン1世の即位時には40万人、16世紀末には70万人にまでふくれあがる。このような急速な都市の発達により、イスタンブールにはキュッリイェを除けば明確な都市計画はない。都市住民は建てたいところに庭の付随する木造2階建ての住居を建設し、官憲の監視（あまり厳しいものとは言えないが）にもかかわらず、時には道路の形状まで変えてしまうほどであった。このため、イスタンブールには大通りと呼べるものはディーヴァーン・ヨルと命名された通りしかなく、そのほかの道では馬車ですら通すことが出来ないほどで、物品の運搬は人力に頼るものであった。また、東ローマ帝国の時代には積石造の壁体であった一般家屋も、オスマン帝国の時代には木造、練り土壁となったが、このような都市構造は火災に対して非常に脆弱で、しばしば深刻な被害を受けた。しかし、帝国の全時代を通じて古代の地中海特有の整然とした都市形態は採用されず、現代に至っている。
地方都市では、イスタンブール以上に都市は無計画に形成されたと言ってよい。オスマン帝国では、大〜中規模の都市に人口が集中する傾向にあり、スレイマン1世の統治下40〜50年程度の間に、3倍もの人口増加を経験したカイセリのような都市もあった。また、中世以降のヨーロッパの都市のような行政組織もなく、オスマン帝国の都市居住者には、都市計画という概念はまったくなかった。16世紀初頭まで、東ローマ帝国によって建設された都市ではかつての街路が生き残っていたが、16世紀の経済的発展のなかで侵食され、ついには消滅していった。その無秩序ぶりは、都市の生活水準が高いとはとても言えないはずの当時の西ヨーロッパの旅行者ですら、呆れさせるほどである。都市の混沌は急速な経済的発展を遂げたことを意味しているが、このような都市として、アナトリアの中心都市であったブルサや羊毛の輸出拠点であったアンカラ、海上交易によって発展したイズミル、ペルシャからの交易中継地であったアレッポ、メッカへの巡礼中継地であったダマスカス、ヨーロッパ方面の軍事拠点都市であったエディルネなどを挙げることができる。
無秩序に形成された都市の路地は迷路のように入り組み、ほとんどの場合、袋小路になっていた。近隣の関係性を無視して形成された結果であったが、このような路地空間が近隣住民のコミュニティの場となっていた。オスマン帝国の都市には街区ごとのモスクの存在もあり、広場というものは必要とされなかった。

### イスタンブールの給水施設
オスマン建築の土木技術の高さを証明しているのが、イスタンブールの給水設備である。イスタンブールには、すでにローマ帝国、東ローマ帝国によって、現在のキャウトハーネとベルグラードの森を水源とする給水路と貯水槽が建設されていたが、オスマン帝国がこれらの設備を利用したかどうかはあまり明確ではない。

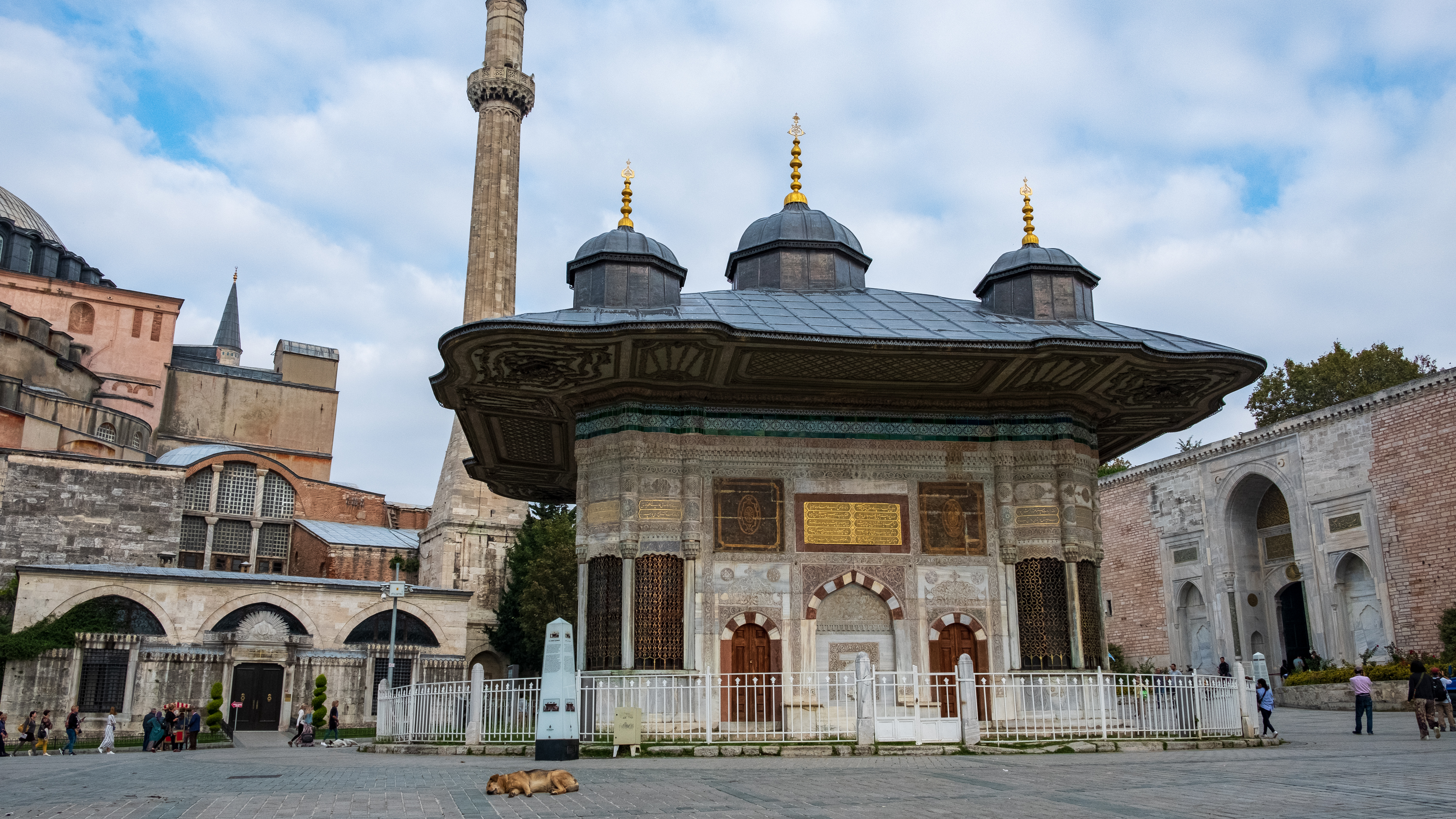
アフメト3世のセビル

16世紀まで、イスタンブールの水路はハルカルを水源とする5本の給水管によってまかなわれ、第六丘陵から第一丘陵に至る尾根を伝って、トプカプ宮殿と各キュッリイェに伝達されていたが、このルートはウァレンス水道を伝って行われた東ローマ帝国の給水路とほとんど同じ経路であった。16世紀中葉に、ハルカルを水源とする給水路はさらに5本が追加され、オスマン帝国末期には合計16本の給水路が建設されていた。ハルカルの水路網は、キュッリイェやモスク、マドラサなどの、どちらかというと公共施設に対する給水を目的としていたが、16世紀中葉には建築家スィナンによって、キャウトハーネを水源とするクルクチェシュメの水路が整備される。この水路は、住宅やハマム、チェシュメなど、生活用水の確保を目的として建設されたものである。この水路はハルカルの水路とは異なり、丘陵の尾根ではなく、丘陵の中腹の等高線を沿うように整備されており、そこから海に向かって枝水路を延ばした。
ハルカルとクルクチェシュメの両水路の末端には、チェシュメと呼ばれる給水栓が建設されている。チェシュメは貯水槽の外壁に設けられたニッチに、給水用の末端設備を取り付けたものであり、周辺住民や水売りの溜りとなっていた。つまり、日本でいう井戸端である。チェシュメは、庶民が利用する機能重視の建築であるが、より豪華なものとして泉亭（セビル）と呼ばれる給水施設があった。こちらは公共性が高く、より趣のある洒落たデザインの建築であった。

### 住宅建築
オスマン帝国の領土は広大で、その地理、気候も地方によって大きく異なる。住宅建築は気候と伝統に左右されやすく、オスマン帝国全土に共通する住宅の一般的特徴を挙げることむずかしい。しかし、アナトリア半島からバルカン半島南部のイスラームの住宅には共通した特徴があり、オスマン帝国の住宅建築を代表するものであるため、ここではアナトリア半島一帯で建設された住宅について記述する。

#### セラムルクとハレム
イスラームでは、女性は家族以外の男性と自由に接触することが禁じられているため、セラムルク（男性の間）とハレムリキ（女性の間）が明確に分けられていた。一般住宅の住み分けは、階によって分けるもの、住宅の中心に壁を設けて長屋状になるものなどがあるが、オスマン帝国の宰相や高級官僚が居住した、 庭園を持った積石造の邸館（コナク）などでは、妻や幼い子供、女性たちが居住するハレムは完全に別棟の建築物になることもあった。トプカプ宮殿のハレムは独立した建築物であるが、ドルマバフチェ宮殿では大広間を挟んで陸に向かって右側がハレム、左側がセラムルクに分節されている。いかに粗末な家であってもこのような住み分けは行われており、壁ではなく、戸板やカーテンで仕切られた空間がハレムリキとしてあてがわれていた。
ハレムリキは、結婚後の女性にとって唯一の自由な空間となる。このため、長子の新婦に対しては、一般に最も日当りがよく、豪華な装飾を持つ空間が与えられる。家に外来者（女性が一人で外出することはありえないため、外来者はほぼ男性に限られる）が来ると、女性たちはハレムリキに隠れてしまうため、住み分けを階別に行っている住宅では、セラムルクを通らずに水場やトイレに行くための給仕用の動線が確保された。住宅の中心に壁を設ける場合は、界壁面に回転扉が設置され、ハレムリキから給仕された食事や茶などを、この回転扉からセラムルクに受け渡した。
基本的に女性は生活の大部分を家屋内で行っていたが、外部からの視線に対しても気が配られていた。路地に面した窓にはカフェスと呼ばれる衝立てが設置され、これが外からの視線を遮り、逆に室内の女性たちは顔を隠すことなく、外の様子を窺うことができた。カフェスは窓の一部であるが、外部に突出して外来者を確認できるもの、さらに発展して買い物ができるように籠を上げ下げする小さな開口部が取り付けられているものもある。

#### 夏の家と冬の家

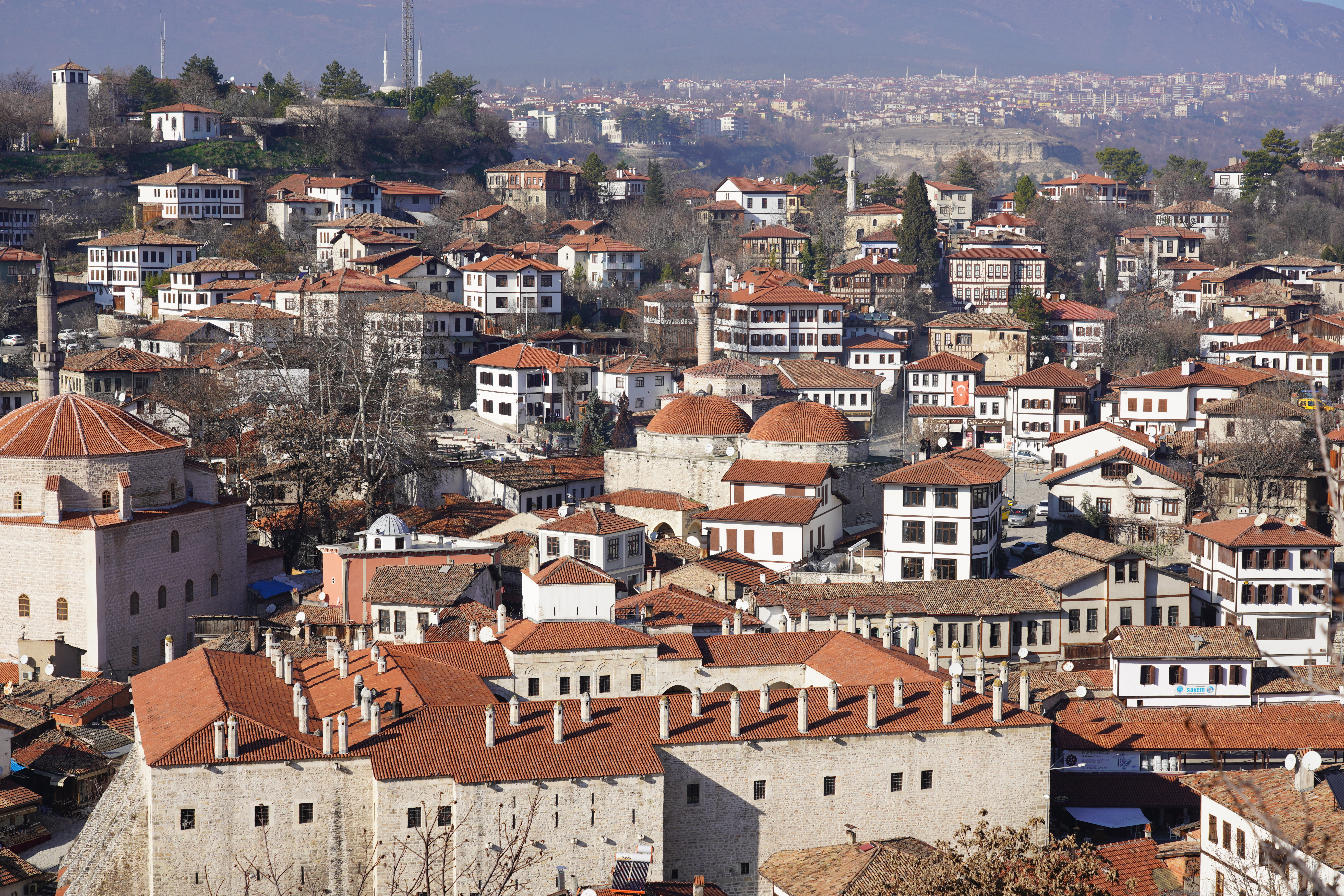
サフランボルの伝統的な住宅

地方都市ではあるが、オスマンの伝統住宅の良好な姿をとどめているのは、世界遺産にも登録されているサフランボルである。サフランボルは、冬と夏で町の生活そのものが移動し、夏にはバー・エヴィと呼ばれる果樹園に取り囲まれた山の東斜面に生活の場が移る。仕事など、日々の生活には夏であっても冬の家が使われるが、仕事が終わると、人々は夏の家に移動し、そこで寝食を行うのである。夏の家と冬の家には、平面上、特に目立った差異はないが、夏の家は十分に風を取り込めるように開口部が大きく、かつ多く設置されている。逆に冬の家は開口部の面積が小さい。
イスタンブールの住宅は、20世紀に至るまでほとんど変わることなく建設され続け、現在でも、イスタンブールのアジア側にあるユスキュダルや、ボル県のギョイヌックなどには、15世紀と変わらない都市型の住宅を見ることができる。イスタンブールのような大都市でも、上流階級に限ったことではあるが、夏と冬の住み分けは行われていた。しかし、都市があまりにも大きかったため、夏の家と冬の家はかなり隔離されていることが多い。夏の家は、景色の良いボスポラス海峡沿岸に建設されており、彼等は船を利用して邸宅を往来していた。反対に、冬の家はボスポラス海峡から吹く冷たい風を避けるように、金角湾を望む傾斜地に建てられていた。当然のことながら、庶民にはこのような別々の住を建設する余裕はなかったが、夏用の部屋と冬用の部屋を設置し、あるいは家具での季節替えを行っていた。

### 商業建築

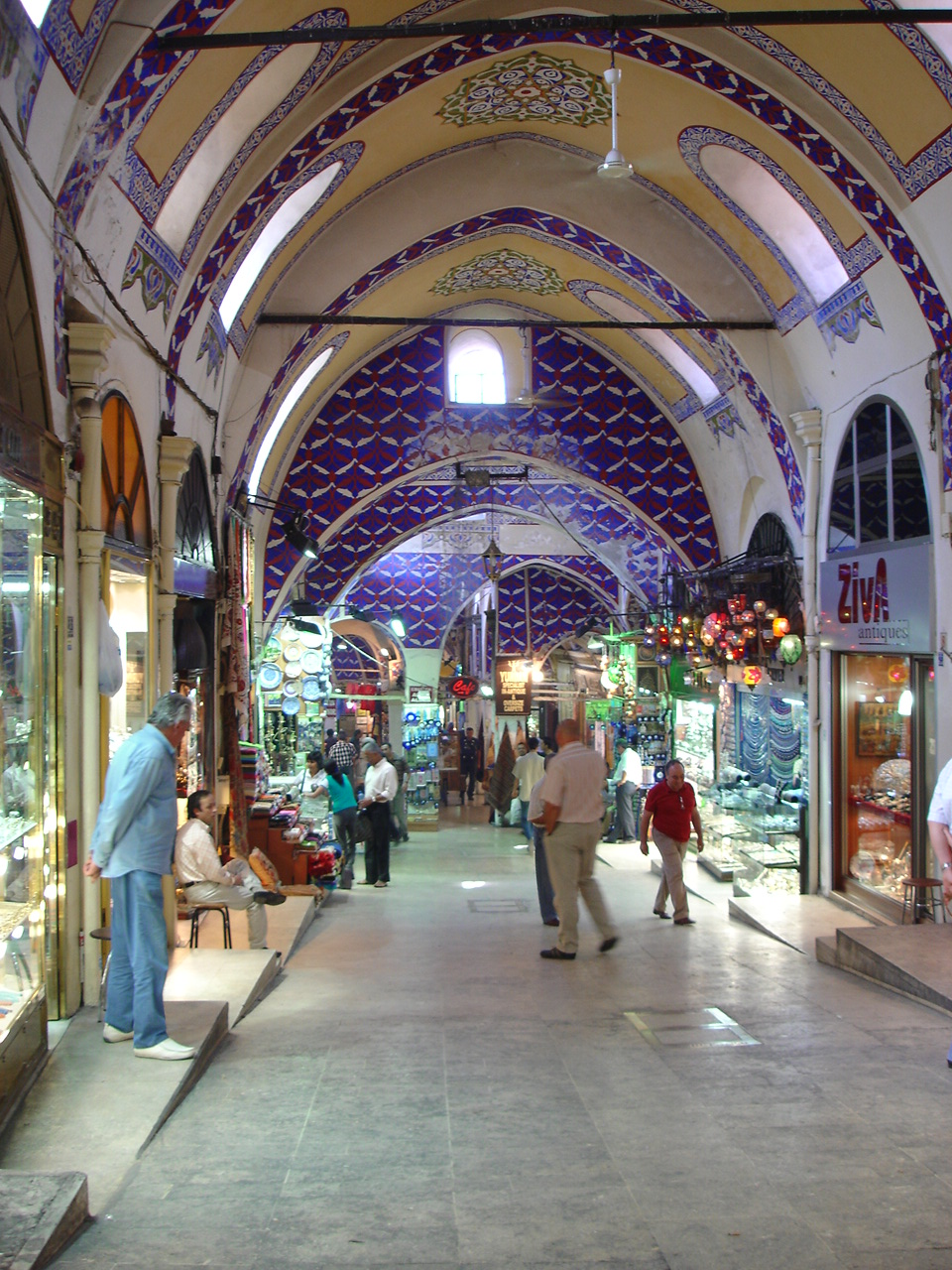
カパル・チャルシュ（グランドバザール）

オスマン帝国の商業空間はチャルシュと呼ばれる。チャルシュは伝統的に、貴重品を扱うため強固な建築となっているベデステン、通り市場状の建築であるアラスタ、隊商宿に由来するハン、そして巨大施設であるカパル・チャルシュから成る。イスタンブールの場合、チャルシュは大規模な商店複合施設であるカパル・チャルシュ（「屋根付きチャルシュ」を意味し、「グランド・バザール」とも呼ばれている）を中心として広がっている。イスタンブールのカパル・チャルシュはアラスタと呼ばれる商店が拡張したものであり、本来は別の商業施設で貴金属などを扱うベデステンや、金属加工の工房などをも包含している。グランド・バザールの名の通り、この種の施設としては最も巨大であるが、チャルシュ自体はモスクやハマムを巻き込んでさらにその外側に広がっていた。イスタンブールに限らず、オスマン帝国の町にはかならず街の中心となるチャルシュがあり、アラスタやペデステンのほか、かつて商隊宿泊所であったハン（キャラバンサライ）やパザル（露天市）などの空間もあった。チェルシュは、市場は日本ではペルシャ語に由来するバザールと呼ばれることが多いが、トルコではバザール（トルコ語の発音ではパザル）は露天商を意味する言葉で、定期市を指して用いられる。常設の露天市場もあり、こちらはハルク・パザルと呼ばれる。
オスマン建築の商業施設において、もっともユニークな文化・空間は、1554年にイスタンブールに誕生したカフヴェハーネである。これは今日カフェと呼ばれる喫茶空間の始まりであり、ヨーロッパに取り入れられるやいなや、コーヒーハウスとして急速に普及した。ただし、オスマン建築において明確なカフヴェハーネの建築形態はなく、都市の条件や利用客の要求によって柔軟にその姿を変えつつ、現代に至っている。場合によっては、店舗がなくても路地にテーブルを並べただけで成立する。ヨーロッパのコーヒーハウスと同じく政治的に重要なものになる場合もあり、現在でもロカルと呼ばれる政党事務所のようなカフヴェハーネもある。

## 主要建築物

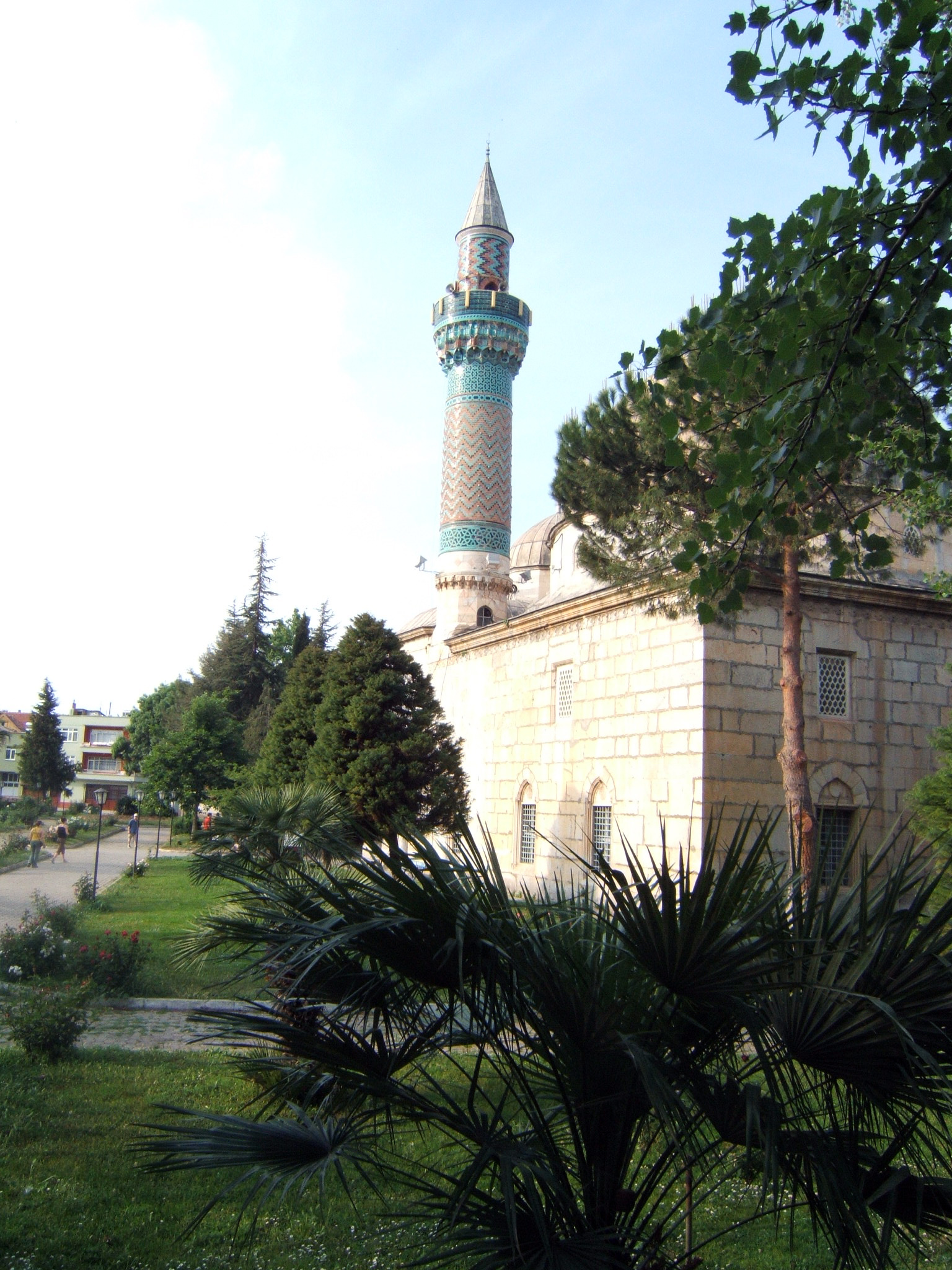
イェシル・ジャーミー（イズニク）

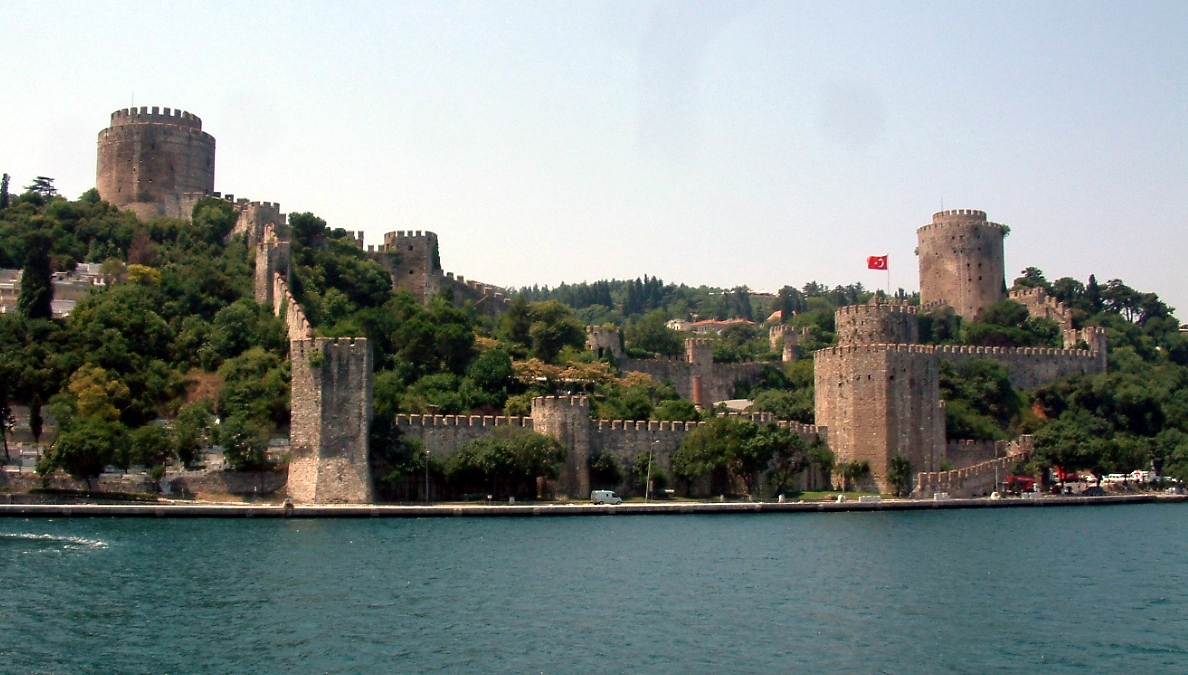
ルメリ・ヒサル（イスタンブール）

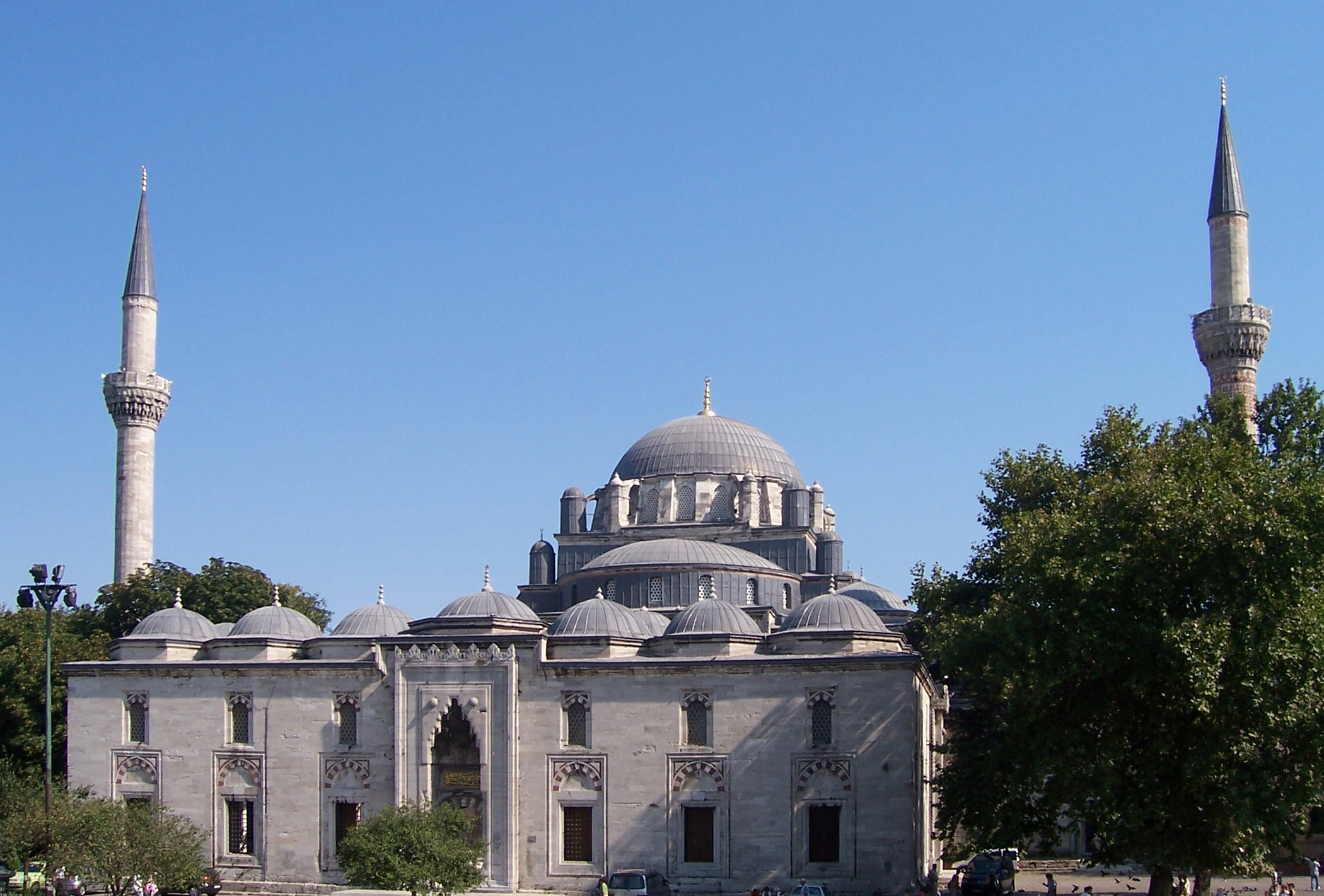
ベヤズット・ジャーミー（イスタンブール）

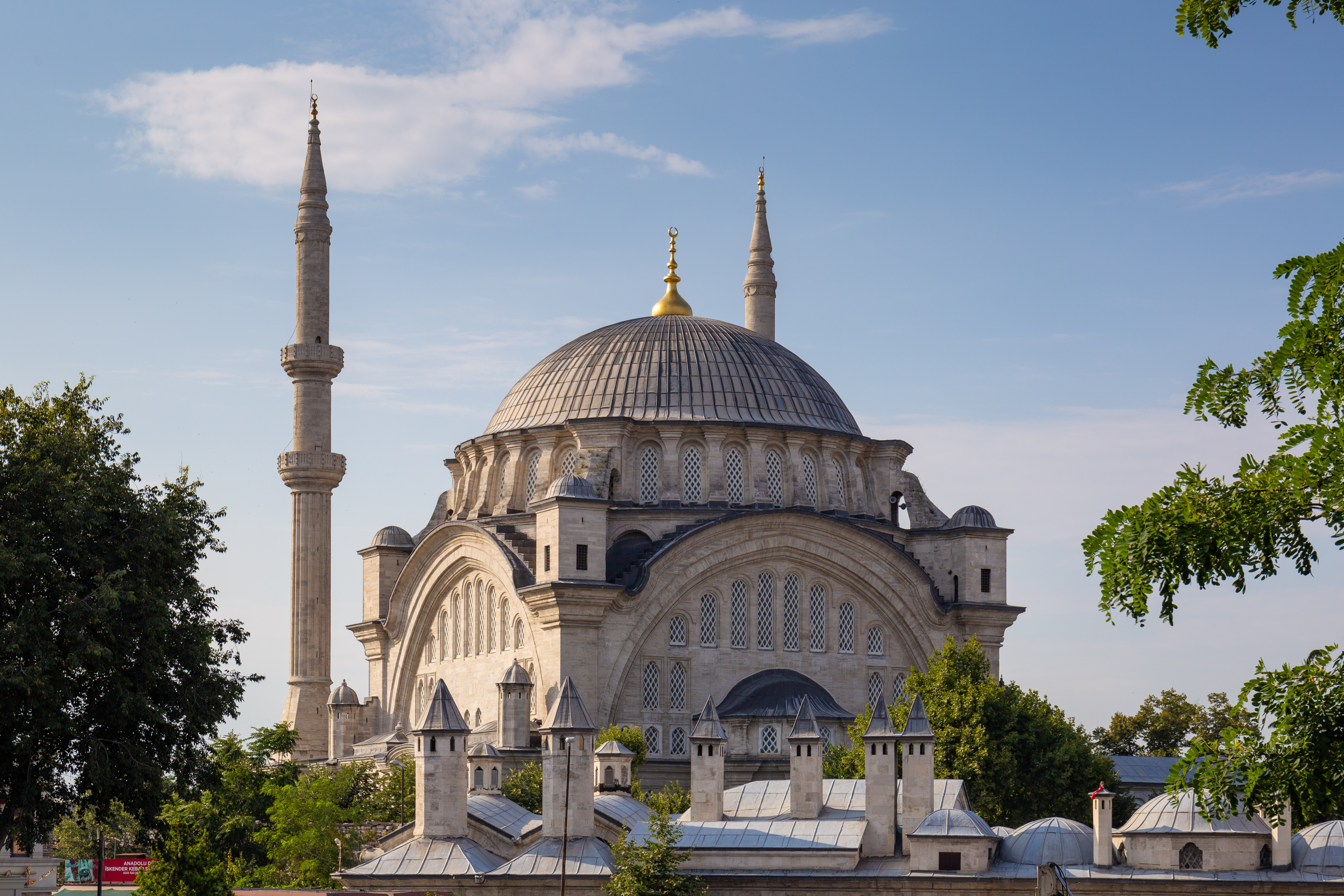
ヌールオスマニイェ・ジャーミー（イスタンブール）

- ハジュ・オズベク・ジャーミー（イズニク　1333年完成）
- ムラト1世のキュッリイェ（チェキルゲ　1366年完成）
- イーサーベイ・ジャーミー（セルチュク　ディミシュクリ・アリ設計　1375年完成）
- イェシル・ジャーミー（イズニク　1378年完成）
- ニリュフェル・ハトトゥン・イマーレティ（イズニク　現イマーレティ博物館　1388年）
- バヤズィト1世のキュッリイェ（ブルサ　1390年頃起工・1395年完成）
- ウル・ジャーミー（ブルサ　1396/1397年起工・1399/1400年完成）
- エスキ・ジャーミー（エディルネ　1403年起工・1414年完成）
- イェシル・ジャーミーとイェシル・テュルベ（ブルサ　1412/1413年起工・1419/1420年完成）
- ウル・ジャーミー（ブルサ　1421年完成）
- ムラディエ・ジャーミー（ブルサ　1426年完成）
- ユチュ・シェレフェリ・ジャーミー（エディルネ　1438年起工・1447年完成）
- ルメリ・ヒサル（イスタンブール　1453年完成）
- イェニ・サライ（イスタンブール　現トプカプ宮殿博物館　1459年から1465年に起工）
- イェディ・クレ（イスタンブール　1463年起工・1470年完成）
- イェニ・サライのチニリ・キョシュク（イスタンブール　1472年完成）
- バヤズィト2世のキュッリイェ（エディルネ　ハイレッティン設計　1484年起工・1488年完成）
- ベヤズット・ジャーミー（イスタンブール　1501年起工・1506年完成）
- シェフザーデ・ジャーミー（イスタンブール　ミマール・スィナン設計　1543年起工・1548年完成）
- スレイマニイェのキュッリイェ（イスタンブール　ミマール・スィナン設計　1550年起工・1557年完成）
- セリミィエのキュッリイェ（エディルネ　ミマール・スィナン設計　1569年起工・1574年完成）
- ソコルル・メフメト・パシャ・ジャーミー（イスタンブール　ミマール・スィナン設計　1570年起工・1572年完成）
- イェニ・サライ・ハレムのムラト3世寝室（イスタンブール　ミマール・スィナン設計　1578年完成）
- アフメディイェ（スルタンアフメット・ジャーミー）（イスタンブール　メフメト・アー設計　1609年起工）
- イェニ・サライのバーダート・キョシュク（イスタンブール　ハサン・アー設計　1623年起）
- ホシャップ城館（ホシャップ　1643年完成）
- イェニ・ジャーミー（イスタンブール　1663年完成）
- イスハク・パシャ宮殿（ドウバヤズィト　1685年起工・1784年完成）
- アズム宮殿（ハマー　1742年完成）
- アズム宮殿（ダマスカス　1749年完成）
- ヌールオスマニィエ・ジャーミー（イスタンブール　シモン・カルファ設計　1754年起工・1757年完成）
- ベイト・エッディーン宮殿（ベイト・エッディーン　1810年）
- ヌスレティエ・ジャーミー（イスタンブール　クリコル・バルヤン設計　1823年起工・1826年完成）
- ドルマバフチェ宮殿（イスタンブール　ガラベットおよびニコオス・バルヤン設計　1843年起工）
- ユルドゥズ宮殿（イスタンブール　1850年完成）

### オスマン建築に関わる世界遺産
- イスタンブール歴史地域
- 古代都市ダマスカス
- 古代都市アレッポ
- サフランボル旧市街
- ヴェシェグラードのソコルル・メフメト・パシャ橋
- モスタル旧市街の古い橋の地区
- セリミエ・モスクとその社会的複合施設群
- Website on architecture of the Ottoman architect Sinan （英語）